# مذبحة حميرة
في أوائل نوفمبر 2020 حادثة مذبحة حميرة نُفذت قتل جماعي عرقي في بلدة حميرة في منطقة تيغراي بشمال غرب إثيوبيا، بجوار الحدود السودانية. ووقعت المجزرة خلال نزاع مسلح بين الحكومة الإقليمية للجبهة الشعبية لتحرير تيغراي والحكومة الفيدرالية لإثيوبيا.
وعزا اللاجئون المجزرة إلى مليشيات الأمهرية، بما في ذلك فانو وقوات الدفاع الوطني الإثيوبية.
ب10 نوفمبر خلال نزاع تيغراي، زعمت قوة الدفاع الوطني أنها استولت على مطار هوميرا على بعد 70 كيلومترًا جنوب هوميرا

## الشهادات
قابل مراسل الديلي تلغراف اللاجئون الذين وأشاروا إلى تورط الجيش الإثيوبي وميليشيات الأمهرة في مذبحة في حميرة في تواريخ غير معلومة مطلع نوفمبر 2020.
وذكر اللاجئون أنهم «تعرضوا لهجوم من قبل رجال المليشيا الذين يحملون السكاكين من منطقة أمهرة المجاورة، والذين انضموا إلى القوات الفيدرالية وقتلوا الناس حتى الموت أثناء محاولتهم الفرار».
وصرح زينبي، وهو من عرقية تيغرايان، أن «جنود أبي أحمد لم يفرقوا بين الناس. لقد سحقوا كل الناس. انها مثل الإبادة الجماعية».
قال جيدي، وهو أيضًا من التيغرايان، «رأيت جنودًا يقتلون رجل تاكسي وشخصين في سيارة الأجرة لأنه كان هناك ملصق لرئيس تيغراي في السيارة».
قال أحد الشهود إنه رأى عشرين جثة تقتل بالسكاكين والبنادق والقصف.
ذكر لاجئ يبلغ من العمر 54 عامًا أجرت صحيفة الغارديان مقابلة معه، غوش تيلا من هوميرا، أنه تعرض للضرب على أيدي قوات الأمن الفيدرالية «حتى غطت الدم به ولم يستطع المشي». وذكر أن القوات الاتحادية نقلته إلى مجموعة الشباب الامهاريه، فانو ، الذي حرر له.
وذكر تيلا أن الفانو أمرت بتدمير هوميرا و "إنهاء" التيجرايين ". قال تيلا إنه شاهد رجلاً " مقطوع الرأس بالمناجل". وكشف لاجئون آخرون عن إصابات نسبوها إلى "هجمات بسكين ومناجل شنتها ميليشيا الفانو".
قال ميليس، وهو من سكان حميرة، بمقابلة مع صحيفة نيويورك تايمز في مخيم للاجئين، إن ميليشيات الأمهران التي وصلت إلى حميرة «قطعت رؤوس الناس».
ذكرت وكالة فرانس برس أن مسؤولين من منطقة أمهرة استولت على الأجزاء التي تم احتلالها من غرب تيغراي قد عليها.